# O du som ännu i synden drömmer
O du som ännu i synden drömmer är en psalm som ursprungligen publicerades 1862 i Harpotoner med okänd kompositör. Från början hade den tolv verser men efter att Charlotte af Tibell hade skrivit om texten, fick den sex verser och gavs ut 1864 i åttonde häftet av Oscar Ahnfelts Andeliga Sånger.